# Filippo Ferrari (servita)
Filippo Ferrari (Oviglio, 1551 – Milano, 3 settembre 1626) è stato un cosmografo, matematico e teologo italiano, generale (1604-1609) e vicario (1624-1625) dell'Ordine dei Servi di Maria.

## Biografia
Nato a Oviglio (Alessandria) nel 1551, laureato in teologia a Firenze, nel 1578 gli fu affidata la cattedra di matematica e astronomia presso l'Università degli Studi di Pavia, che tenne per 46 anni. Fu cultore di geografia, agiografia, latino e greco.
Ferrari fu generale del suo ordine dal 1604 al 1609 e vicario nel biennio  1624-5. Era dunque a capo dell'Ordine dei Serviti al tempo della guerra dell'Interdetto. Fu con l'approvazione del Ferrari che Sarpi assunse l'incarico di consultore in jure della Repubblica di Venezia il 28 gennaio 1606. Un resoconto dettagliato dei rapporti di Ferrari con Papa Paolo V durante lo scontro di quegli anni è fornito da Fulgenzio Micanzio, discepolo di Paolo Sarpi. Al termine della crisi tra la Repubblica e la Chiesa Ferrari cercò inutilmente di convincere Sarpi a fare atto di sottomissione al papa.
Morì a Milano nel 1626, ma fu sepolto nella chiesa dei Santi Primo e Feliciano a Pavia. I confratelli Serviti fecero porre nella chiesa una lapide, che ora si trova ora nel Cortile dei Caduti dell'Università pavese.

## Opere
Filippo Ferrari è celebre per i suoi lavori storici e geografici: le sue opere più note sono il poderoso Lexicon geographicum (Pavia 1605), opera in seguito interamente rielaborata dall'autore e pubblicata postuma a Milano nel 1627; la Nova topographia in martyrologium romanum (Venezia 1609); il Catalogus sanctorum Italiæ (Milano 1613), il primo repertorio dei santi d'Italia, comprendente circa 1500 santi, di origine italiana, o di culto italiano; l'Historico-poeticus nomenclator omnium orbis regnorum, provinciarum, urbium […] (Ticino 1628). Non meno importante è il contributo del Ferrari alla lessicografia con il Vocabulario volgare et latino, corrispondente alla parte italiano-latina di una nuova edizione della famosa opera del Ambrogio Calepio pubblicata a Venezia nel 1625 col titolo Dictionarium septem linguarum.